# برنارد لورد
برنارد لورد هو محامي وسياسي كندي، ولد في 27 سبتمبر 1965 في روبيرفال في كندا. حزبياً، نشط في الحزب التقدمي المحافظ في نيو برونزويك ‏. وقد انتخب عضو الجمعية التشريعية لنيو برونزويك ‏ (19 أكتوبر 1998 – 31 يناير 2007) وانتخب Premier of New Brunswick ‏ (21 يونيو 1999 – 3 أكتوبر 2006).